# 金水河 (郑州)
金水河为中华人民共和国河南省郑州市境内的一条河流，为淮河的三级支流，呈西南——东北流向。金水河的发源地说法不一，一般认为发源于郑州市二七区侯寨乡的老胡沟。金水河全长约26.31公里，流域面积达74.14平方千米。金水河的上游分布有人工的郭家嘴水库和金海水库。金水河有排澇洩洪這一功能，沿岸有人行步道，不過一旦下大雨，河水會漫到人行步道上。

## 名称来源
相传在郑国宰相子产去世后，因其清正廉洁，家无余财，办不起丧事，郑国百姓闻讯，纷纷献出自己的珠宝首饰，但其子不愿接受，因此人们便将金银珠宝沉入子产封地的河中，因此该河便得名金水河。但据史料记载，金水河实为北宋初年宋太祖赵匡胤派兵开挖的人工渠道，以解决都城开封的饮水与漕运。因该河发源于开封的西方，五方五行中西方为金方，故得名金水河。

## 生态环境
金水河是郑州市重要的防洪灌溉河道。郑州市的各种生活和工业污水在过去曾汇入金水河，使得金水河的污染情况较严重。郑州市政府从1978年开始对金水河逐步治理，污水分流。1997年4月，郑州市投资1.5亿元建设金水河滨河公园，在上游注入清水，沿岸植树种草，修建假山水池，将沿岸道路公园化，至1998年9月完工，使污染情况得以改善。
2023年7月，河南鄭州被曝光投入34億人民幣給金水河22公里河道掛大理石磚。對此，鄭州市城鄉建設局工作人員回應並非花34億給河道貼大理石磚，34億是金水河綜合整治工程的總體費用，並非是貼大理石磚的費用。7月10日，河南郑州市金水河综合整治工程指挥部通报关于金水河综合整治工程情况通报。指揮部表示金水河综合整治工程前期研究工作于2020年6月启动，主要是为了解决金水河行洪排涝能力不足等問題。该工程2021年7月19日取得工程立项批复，2023年1月实现全线开工建设。工程投资總額为34.02亿元。该工程部分挂贴花岗岩石材的河道长度约10.8公里，面积约2.68万平方米，总造价约650万元，占总投资的0.2%。